# The Plot in You
The Plot in You ist eine 2010 gegründete Metalcore-Band aus Findlay, Hancock County, Ohio.

## Geschichte
Sänger Landon Tewers gründete The Plot in You im Jahr 2010 unter dem Namen Vessels als musikalisches Nebenprojekt zu seiner Tätigkeit als Gitarrist bei Before Their Eyes. Eine erste feste Besetzung fand Tewers in den beiden Gitarristen Josh Childress und Anthony Thoma sowie in den Bassisten Ethan Yoder und Schlagzeuger Cole Worden. Nach der Veröffentlichung ihrer EP Wife Beater erkannte Tewers das Potenzial der Band, verließ Before Their Eyes und gab der Gruppe ihren heutigen Namen The Plot in You. Die Band unterschrieb einen Vertrag bei Rise Records.
Zu der Zeit der Unterschrift bei Rise hatte Tewers bereits begonnen, an Material für ihr Erstlingswerk zu arbeiten. Das Ergebnis war First Born, das am 19. April 2011 offiziell veröffentlicht wurde. In den Jahren 2011 und 2012 tourte die Band exzessiv durch Nordamerika und spielte dabei mit Gruppen wie A Bullet for Pretty Boy, Miss May I, Whitechapel, Within the Ruins, Iwrestledabearonce und Oceano. Ende des Jahres 2011 gab Anthony Thoma seinen Rücktritt aus der Band bekannt, um zur Schule zurückkehren zu können. Seine letzte Tournee war die erste Australien-Tour der Gruppe als Vorband für Buried in Verona. Thoma wurde durch Derrick Sechrist, der zuvor bei A Bullet for Pretty Boy aktiv war, an der Gitarre ersetzt.
Im November des Jahres 2012 kündigten die Musiker ihr zweites Album, Could You Watch Your Children Burn, an, welches Mitte Januar des darauffolgenden Jahres ebenfalls über Rise Records veröffentlicht wurde. Schlagzeuger Cole Worden verkündete seinen Ausstieg aus der Band nach einer Tournee mit Attack! Attack!, um sich auf seine weitere berufliche Zukunft konzentrieren zu können. Kevin Rutherford, früher Schlagzeuger bei Like Moths to Flames, ersetzte Worden. Jedoch wurde bekannt, dass Rutherford seit Mitte des Jahres 2014 nicht mehr in der Gruppe aktiv sei. Als Session-Schlagzeuger half Alex Ballow von Erra den Musikern bei Live-Auftritten aus.
2014 verbrachte die Band hauptsächlich mit dem Erarbeiten neues Materials für ihr drittes Album. Auch gaben die Musiker ihre Trennung von ihrem bisherigen Label Rise Records bekannt. Im Juli und August verbrachten die Musiker auf Tournee mit Like Moths to Flames, gefolgt von einer Minitournee mit Myka, Relocate. Im Sommer verkündeten The Plot in You ihre Zusammenarbeit mit dem Label Stay Sick Recordings, welches von Attila-Sänger Chris Fronzak gegründet wurde. Im Juli des Jahres 2015 kündigte Tewers an, dass The Plot in You ihr drittes Album, Happiness in Self-Destruction im Oktober gleichen Jahres bei Stay Sick Recordings veröffentlichen werden. Im Februar und März 2016 absolvierte die Band eine weitere Konzertreise durch die Vereinigten Staaten als Vorband für Blessthefall und Miss May I.
Am 1. Juni 2017 wurde bekannt, dass The Plot in You Teil der siebten Ausgabe der Punk-Goes-Reihe sein würde und das Stück Let It Go von James Bay covern. Zwei Wochen darauf veröffentlichte die Gruppe das Stück Feel Nothing und gab ihre Unterschrift bei Fearless Records bekannt. Mitte November wurde das vierte Album, Dispose für eine Veröffentlichung im Februar angekündigt. Vom 28. Februar 2018 beginnend absolviert die Band eine Tournee mit We Came as Romans durch die Staaten, die am 8. April 2018 endet.

## Musik
Die Gruppe war bis zu der Veröffentlichung ihres vierten Albums Dispose für ihren typischen Metalcore-Sound bekannt, welcher Screamings, harte Breakdowns und eine Moshing-hervorrufende Intensität aufwies. Auf Dispose treten die Screams vermehrt für einen verletzlichen R&B-inspirierten Klargesang in den Hintergrund. Die musikalische Härte ist auf Dispose nach wie vor vorhanden, allerdings wird diese durch den Einsatz von elektronischen Samples, hochfliegenden Refrains und eingängigen Melodiestrukturen ausbalanciert.

## Diskografie

### Alben
| Jahr | Titel Musiklabel                                   | Höchstplatzierung, Gesamtwochen, AuszeichnungChartsChartplatzierungen (Jahr, Titel, Musiklabel, Platzierungen, Wochen, Auszeichnungen, Anmerkungen) | Anmerkungen                              |
| Jahr | Titel Musiklabel                                   | US | Anmerkungen                              |
| ---- | -------------------------------------------------- | --- | ---------------------------------------- |
| 2011 | First Born Rise Records                            | — | Erstveröffentlichung: 18. April 2011     |
| 2013 | Could You Watch Your Children Burn Rise Records    | US110 (1 Wo.)US | Erstveröffentlichung: 15. Januar 2013    |
| 2015 | Happiness in Self-Destruction Stay Sick Recordings | US102 (1 Wo.)US | Erstveröffentlichung: 16. Oktober 2015   |
| 2018 | Dispose Fearless Records                           | US133 (1 Wo.)US | Erstveröffentlichung: 16. Februar 2018   |
| 2021 | Swan Song Fearless Records                         | — | Erstveröffentlichung: 17. September 2021 |

### EPs
- 2010: Wife Beater (Eigenproduktion, als Vessels veröffentlicht)
- 2024: Vol. 1
- 2024: Vol. 2
- 2024: Vol. 3

### Singles
- 2017: Feel Nothing (US: Gold)

## Auszeichnungen für Musikverkäufe
| Goldene Schallplatte - Brasilien - 2024: für die Single Feel Nothing | Platin-Schallplatte - Australien - 2024: für die Single Feel Nothing |

Anmerkung: Auszeichnungen in Ländern aus den Charttabellen bzw. Chartboxen sind in ebendiesen zu finden.
| Land/RegionAuszeichnungen für Musikverkäufe (Land/Region, Auszeichnungen, Verkäufe, Quellen) | Gold     | Platin  | Verkäufe | Quellen             |
| -------------------------------------------------------------------------------------------- | -------- | ------- | -------- | ------------------- |
| Australien (ARIA)                                                                            | —        | Platin1 | 70.000   | aria.com.au         |
| Brasilien (PMB)                                                                              | Gold1    | —       | 20.000   | pro-musicabr.org.br |
| Vereinigte Staaten (RIAA)                                                                    | Gold1    | —       | 500.000  | riaa.com            |
| Insgesamt                                                                                    | 2× Gold2 | Platin1 |          |                     |